# جايسون غامبل
جايسون غامبل (بالإنجليزية: Jason Gamble)‏ هو لاعب كرة قدم أمريكية أمريكي، ولد في 12 سبتمبر 1975 في كولومبوس في الولايات المتحدة.